# Финнеган, Крис
Кристофер Мартин Финнеган (англ. Christopher Martin Finnegan; 5 июня 1944, Бакингемшир — 2 марта 2009, Лондон) — британский боксёр полутяжёлой и второй средней весовых категорий, выступал за сборную Великобритании во второй половине 1960-х — первой половине 1970-х годов. Олимпийский чемпион, чемпион Европы, неоднократный победитель и призёр национальных первенств.

## Биография
Крис Финнеган родился 5 июня 1944 года в небольшой деревне графства Бакингемшир в англо-ирландской семье — его отец был родом из Ливерпуля, а мать приехала из северо-ирландского города Ньюри. Мальчик начал активно заниматься боксом уже в раннем детстве по наставлению старшего брата Теренса, одновременно с этим подрабатывал разнорабочим на стройке. В 1966 году, находясь во второй средней весовой категории, завоевал титул чемпиона Любительской боксёрской ассоциации Англии, однако на Игры Содружества в Ямайку вместо него поехал Джон Торпин, которого Финнеган побил в финале. Спортсмен настолько расстроился из-за этой несправедливости, что всерьёз начал задумываться об уходе из бокса. Тем не менее, в 1967 году он принял участие в зачёте чемпионата Европы в Риме, где по очкам проиграл Яну Гейдуку из Чехословакии.
Благодаря череде удачных выступлений удостоился права защищать честь страны на летних Олимпийских играх 1968 года в Мехико, где во втором среднем весе сенсационно стал чемпионом, победив в полуфинале американца Альфреда Джонса, а в финале советского боксёра Алексея Киселёва. За это достижение был награждён Орденом Британской империи, награду ему вручила лично королева Елизавета II.
В том же году в декабре Финнеган провёл свой первый матч в профессиональном боксе, выиграл в первых пяти поединках, но в шестом, против лондонца Дэнни Аши, получил сильное рассечение над правым глазом и проиграл техническим нокаутом. Далее последовала серия из восьми побед и поражение от датчанина Тома Богса в бою за звание чемпиона по версии EBU. В 1971 году журналом «Ринг» назван самым прогрессирующим боксёром, а год спустя Финнеган всё-таки взял титул европейского чемпиона. Одолев ещё несколько соперников, встретился с чемпионом мира Бобом Фостером — продержался против него тринадцать раундов, но в четырнадцатом был нокаутирован. Бой получился настолько драматичным и зрелищным, что редакция «Ринга» признала его лучшим боем 1972 года.
Финнеган оставался на профессиональном ринге вплоть до 1975 года, завоевал несколько титулов местного значения, но из-за отслоения сетчатки глаза вынужден был завершить карьеру. В 1976 году выпустил автобиографичную книгу «Финнеган. Автопортрет сражающегося мужчины», где подробно описал все этапы своего спортивного пути, в том числе выступление на Олимпийских играх.
Умер 2 марта 2009 года в лондонской больнице после нескольких недель борьбы с пневмонией.